# Società Automobili e Motori
Die Società Automobili e Motori war ein italienischer Hersteller von Automobilen.

## Unternehmensgeschichte
Das Unternehmen aus Legnano begann 1924 mit der Produktion von Automobilen. Der Markenname lautete SAM. 1928 endete die Produktion.

## Fahrzeuge
Die Fahrzeuge waren die Nachfolger der Modelle von Motovetturette Vaghi S.A., verfügten im Gegensatz zu diesen aber über vier Räder. Die Motoren mit wahlweise 740 cm³, 882 cm³, 1000 cm³ oder 1100 cm³ Hubraum kamen von S.C.A.T. Im Angebot waren Zweisitzer, Dreisitzer, Viersitzer und Sportwagen. Ein Sportwagen hatte einen Motor mit OHC-Ventilsteuerung, ein anderer einen Vierzylindermotor von Chapuis-Dornier mit 1095 cm³ Hubraum.

## Renneinsätze
Gino Crespi, Viktor Jockl und Ernst Uebensee fuhren Rennen für SAM. Ein Rennwagen gewann 1926 in seiner Klasse beim 24-Stunden-Rennen von Monza.

## Teilelieferungen
An die Fonderie Officine Debenedetti wurden Fahrgestelle und Karosserien geliefert.